# 英保茂
英保 茂（えいほ しげる、1942年1月 - ）は、日本の工学者。京都情報大学院大学副学長・教授。京都大学名誉教授。専門はイメージプロセッシング（画像処理・表示）（知能情報学、感性情報学・ソフトコンピューティング、医用システム）。
画像計測として画像からの形状計測、移動量の計測がある。画像処理としては周波数領域での画像処理を得意とする。

## 略歴
- 1964年 京都大学工学部電子工学科卒業[3]
- 1966年 京都大学大学院工学研究科電子工学専攻修士課程修了[3]
- 京都大学より論文博士として制御工学で工学博士の学位を取得[3]
- 1986年 京都大学工学部助教授[4]
- 1987-2000年度 京都大学大学院工学研究科・工学部教授[4]
- 元システム制御情報学会会長[5]・名誉会員
- 2001-2004年度 京都大学大学院情報学研究科教授[4]
- 2005年 京都大学名誉教授、京都情報大学院大学教授

## 受賞歴
- 1981年 計測自動制御学会論文賞[6]
- 1989年 医用画像工学会論文賞[7]
- 1993年 医用画像工学会論文賞[7]
- 2004年 電子情報通信学会 フェロー[8]

## 主要な研究論文
- 英保茂,原口亮,中沢一雄,関口博之[他],杉本直三「冠動脈造影像のパノラマ動画像の作成」,生体医工学Vol.44 no.1, 107-113 (2006)　NAID:110004731543　NCID:AA11633569
- "3D Tracking Using 2D-3D Line Segment Correspondence and 2D Point Estimation" , Proc. 1st International Conference on Computer Vision Theory and Applications, 278-285 (2006)（建物内の構造物における現在位置や見ている方向などを検出）
- "Study on the image registration of Galaxy image under spatially correlated noise" , Proc.12th International Conference on Neural Information Processing, 286-291 (2005)（ノイズ画像の修復）
- S.Eiho, H.Sekiguchi, N.Sugimoto, T.Hanakawa, S.Urayama, "Branch-Based Region Growing Method for Blood Vessel Segmentation", ISPRS 10th Congress, 796-301 (2004)（血管のセグメンテーション法）[9]
- Eiho S, Voci F, Sugimoto N, Sekiguchi H, "Estimating the Gradient Threshold in the Perona-Malik Equation", IEEE Signal Processing Magazine vol.21 no.5, 39-47 (2004)（画像処理理論） DOI:10.1109/MSP.2004.1296541
- 英保茂[他],関口博之,杉本直三,花川隆,浦山慎一「枝単位リージョングローイングによる頭部MRAからの血管抽出」,電子情報通信学会論文誌,J87-DII no.1, 126-133 (2004)　NAID:110003170989　NCID:AA11340957
- Shigeru EIHO, Ryo HARAGUCHI, Naozo SUGIMOTO, Yoshio ISHIDA, "Registration and Superimposed Display of Coronary Arterial Tree on Bull's Eye Map of SPECT", IEICE Transactions on Information and Systems, E85-D no.1, pp.69-76 (2002)（心臓の冠動脈と左心室の融合表示）[10]
- 英保茂[他],今村裕之,杉本直三,浦山慎一,上野克也,井上寛治「ステントグラフト留置術支援のための大動脈血管形状の計測と病変検出」,電子情報通信学会論文誌,J84-DII no.11, 2468-2476 (2001)　NAID:110003184204　NCID:AA11340957
- 英保茂,銭鷹「冠状動脈自動抽出のモルフォロジカル手法」,Medical Imaging Technology, vol.18 no.3, 231-239 (2000)　NAID:10005112040　NCID:AN10061428
- 英保茂,関口博之「計算機によるピアノ演奏動作の生成と表示」,情報処理学会論文誌 40, 2827-2837 (1999)　NAID:110002725027　NCID:AN00116647
- 英保茂,呂山「二方向X線造影象からの三次元冠動脈像の構成」,システム制御情報学会論文誌7(7), 265-273 (1994)　NAID:10007138037 NCID:AN1013280X
- 英保茂,関口博之「医用三次元画像の現状と将来動向」,電気学会論文誌C113(5), 302-308 (1993) NAID:130006844999 NCID:AN10065950
- 英保茂,呂山「X線像影像からの冠動脈血管枝の自動検出」,Medical Imaging Technology 10(5), 511-520 (1992)　NAID:130005139093
- Shigeru Eiho, Michiyoshi kuwahara, "3-D Heart Image Reconstructed from MRI Data", Computerized Medical Imaging and Graphics 15, pp.241-246, (1991)（MRICTデータからの心臓の立体構成）[11]
- "Reconstruction of 3-D Images of Pulsating Left Ventricle from 2-D Sector Scan Echocardiograms", Computers in Cardiology 1981, 19-24 (1982)（超音波断層像からの左心室立体構成)[12]
- 英保茂,山田茂,桑原道義「X線左心室造影像の画像処理と心機能の表示」,計測と制御19(10), 923-936 (1980)　NAID:130003694840　NCID:AN00072406

## 著書
- 英保茂「医用画像処理（システム制御情報ライブラリー）」,朝倉書店,150p,1992年5月　ISBN 978-4254209655